# Мерцедес-Бенц EQS SUV
„Мерцедес-Бенц EQS SUV“ (Mercedes-Benz EQS SUV) е модел електрически пълноразмерни автомобили с повишена проходимост (сегмент J/F) на германската компания „Мерцедес-Бенц“, произвеждан в Тъскалуса от 2022 година.
Базиран е на платформата на лифтбек модела „Мерцедес-Бенц EQS“ и се предлага като електрическа алтернатива на модела пълноразмерни автомобили с повишена проходимост „Мерцедес-Бенц GLS“.